# Челенца сул Триньо
Челѐнца сул Трѝньо (на италиански: Celenza sul Trigno, на местен диалект Cëlènzë, Чъленцъ) е село и община в Южна Италия, провинция Киети, регион Абруцо. Разположено е на 646 m надморска височина. Населението на общината е 985 души (към 2010 г.).